# Collection Campana de bijoux antiques

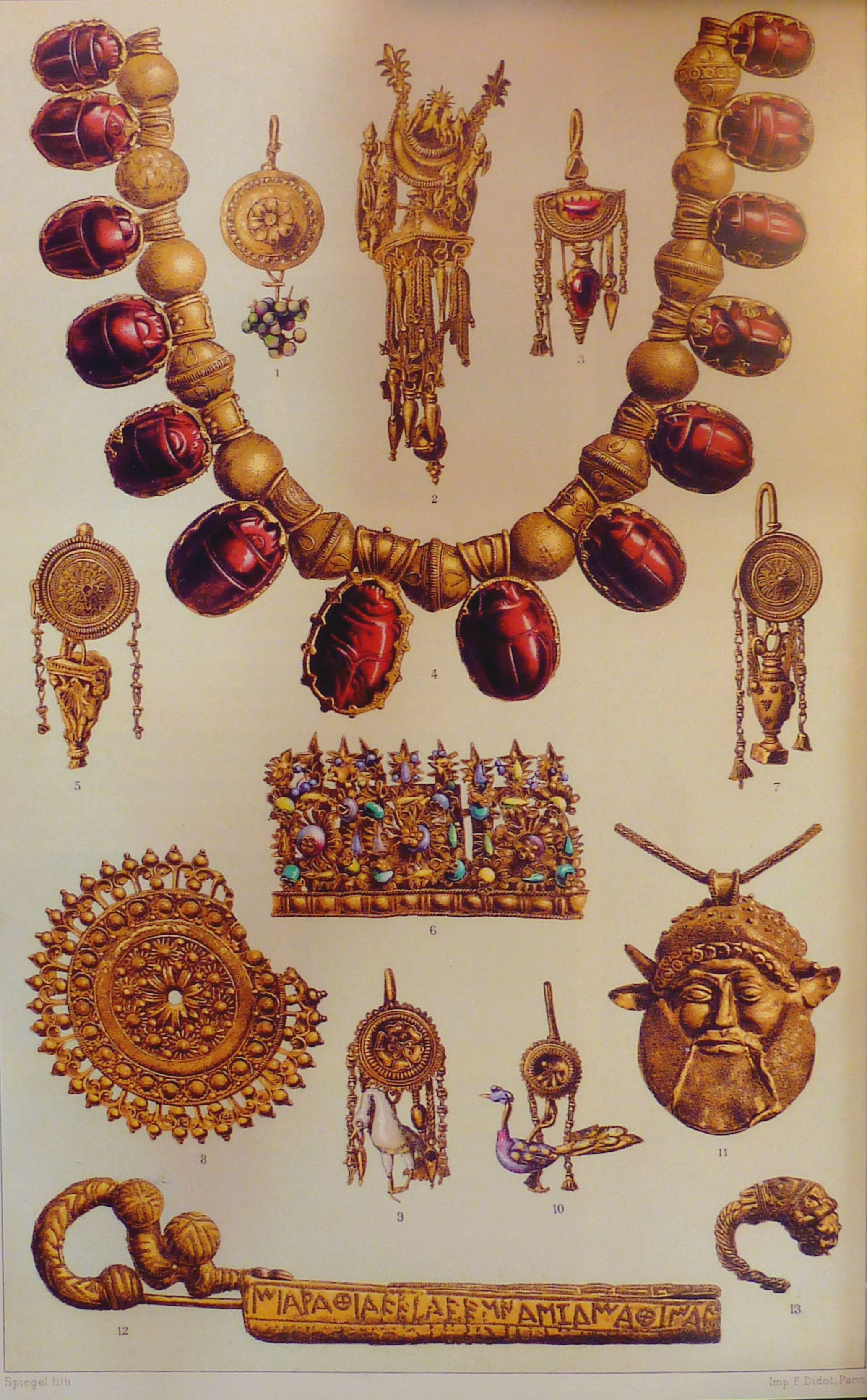
L'art étrusque, de Jules Martha, 1889. Planche montrant des bijoux de la collection et quelques autres d'autre provenance.

La collection Campana de bijoux antiques est la partie de la collection d'objets d'arts regroupée au XIXe siècle par Giampietro Campana consacrée principalement aux bijoux étrusques et grecs et achetée en 1861 par Napoléon III. Elle appartient aujourd'hui au musée du Louvre.

## Historique
Giampietro Campana Di Cavelli, directeur du mont-de-piété à Rome se prend de passion pour les nombreuses découvertes archéologiques de son époque faites en Italie. Il entreprend lui-même des fouilles archéologiques et découvre de nombreuses tombes étrusques, réunissant, entre autres, un grand nombre de bijoux antiques. Ces bijoux sont achetés en 1861 par la France avec la majeure partie de l'ensemble de la collection Campana.
Les bijoux, au nombre de plusieurs centaines, sont exposés au Palais de l'industrie en mai 1862, mais parmi eux se trouvent des reconstitutions modernes à partir d'éléments anciens, voire des faux, fabriqués par l'atelier de Fortunato Pio Castellani à qui Campana avait confié la restauration de ses découvertes. L'atelier avait ouvert des succursales à Paris et Londres à partir de 1853, Fortunato Pio Castellani confia leur direction à son fils aîné Alessandro puis à son fils cadet Augusto.
L'atelier Castellani a ainsi  « restauré à l’étrusque » le collier Campana du Louvre, en 1859, en vue de la vente de la collection Campana à Napoléon III. La plupart des bijoux articulés, prétendus d'origine étrusque, ne sont en fait que des assemblages par des fils d'or de conception moderne d'éléments antiques prélevés sur des boucles d'oreille.

## Quelques pièces remarquables
Ces pièces figurent sur la planche en tête de l'article.

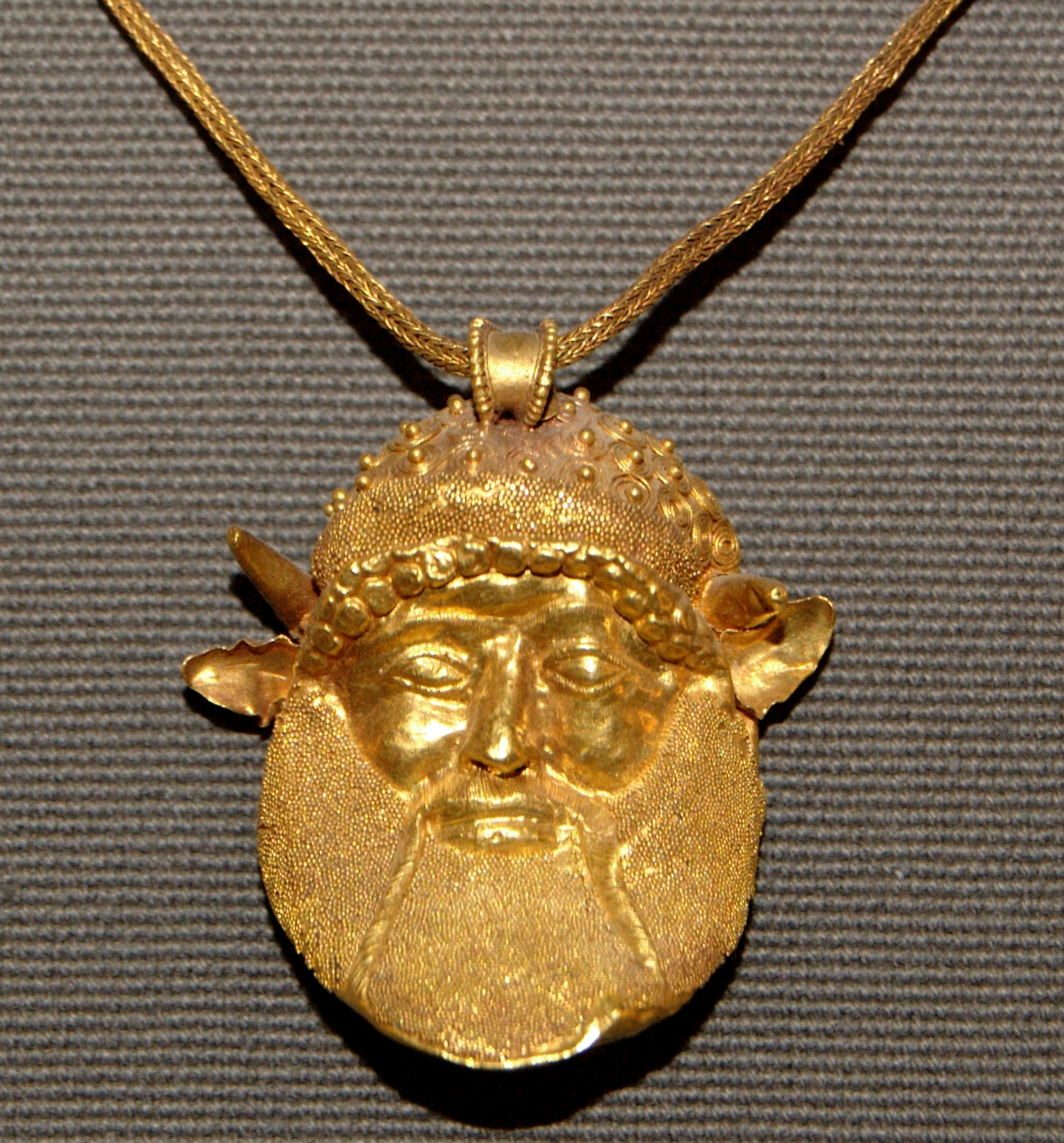
Chaîne et pendentif en forme de tête d'Achéloos, musée du Louvre.

- Collier en or tressé et pendentif représentant la tête d'Achéloos, dieu fleuve dans la mythologie grecque, travail étrusque vers 480 av. J.C[3]. Des exemplaires approchants sont au British Museum et à l'Antikensammlungen de Berlin, mais, achetés chez Castellani, leur authenticité a été récemment remise en doute par Wolf-Dieter Heilmeyer[4]
- Fibule à arc serpentant dite fibule de Chiusi (seconde moitié du VIIe siècle av. J.-C.), avec une inscription de dédicace en étrusque mi arathia velasvenas zamathi mamurke mulvanike tursikina que l'on peut traduire par « Je suis la fibule d'Arath Velavesna. Mamurke Tursikina m'a donnée ». Découverte dans une tombe de Castelluccio di Pienza, non loin de Chiusi en Toscane[5].
- Collier aux scarabées, reconstruction par l'atelier Castellani en 1859 à partir d'éléments antiques disparates. Le ou les colliers d'origine étant désassemblés, le restaurateur a imaginé, à l'aide des éléments disponibles, un assemblage probable. Les 23 scarabées en cornaline sont sertis d'or et alternent avec des perles creuses en or, le fermoir figure deux dauphins. Longueur totale 39,5 cm. L'origine archéologique des différents éléments du collier n'est pas précisément connue.

## La mode du bijou antique auXIXesiècle

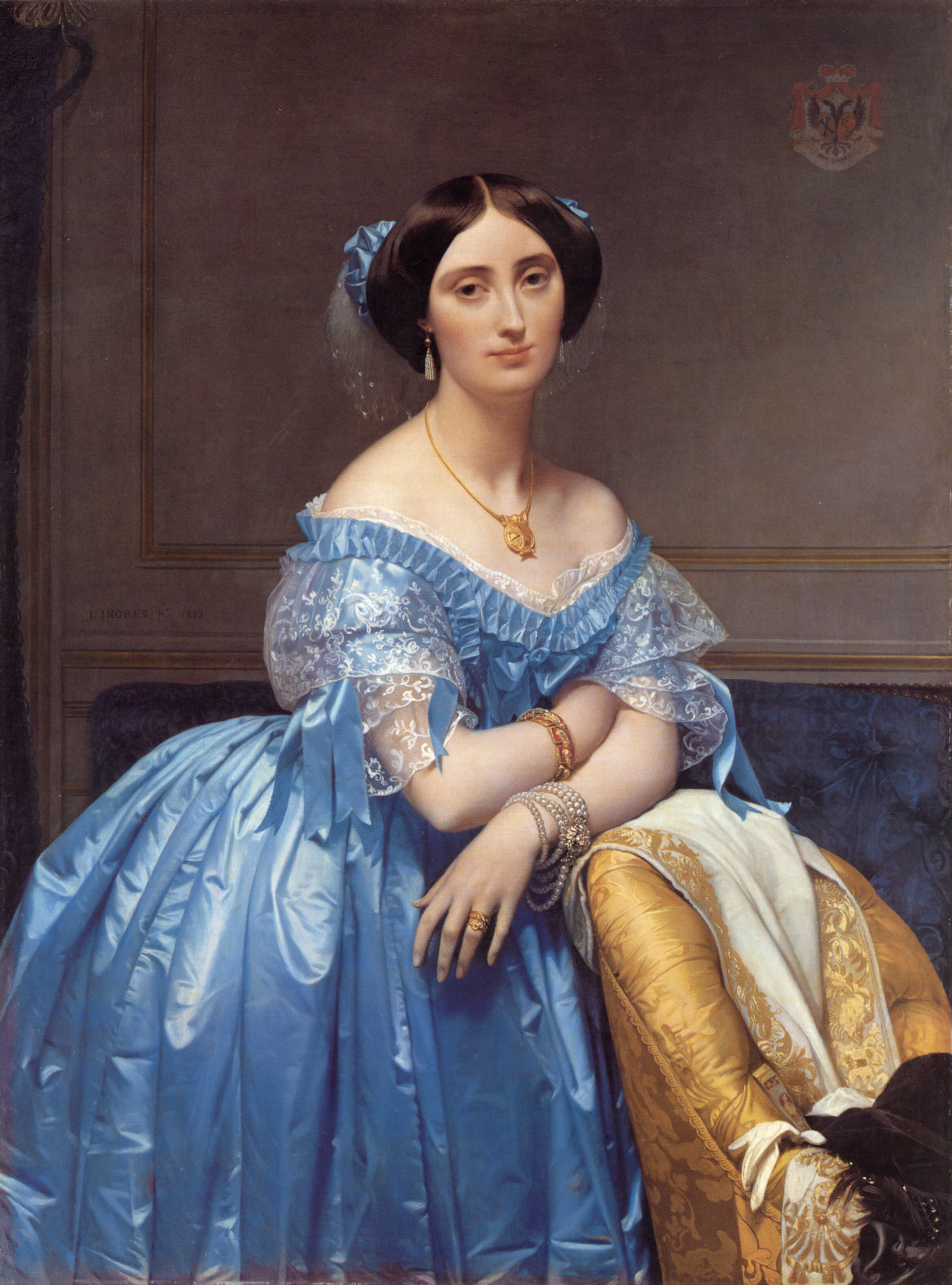
La princesse de Broglie portant des bijoux à la mode étrusque, tableau par Jean-Auguste-Dominique Ingres (1853).

L'engouement du public pour l'arrivée en France de la collection Campana renforce l'étruscomanie déjà active depuis la fin du XVIIIe siècle et les premières grandes découvertes de tombes étrusques. La bourgeoisie s'entiche des copies de bijoux étrusques que commercialisent les ateliers Castellani, implantés dans plusieurs pays européens. Les joailliers français, notamment Prosper-Eugène Fontenay, se lancent dans la production de bijoux dans la mode Campanienne, ces bijoux sont mis en valeur lors de l'Exposition universelle de 1867.

## Expositions
- D'octobre à janvier 2005, le musée du Louvre a organisé une exposition intitulée « Bijoux de l'antiquité et pastiches romantiques : la collection Campana ».
- Du 7 novembre 2018 au 18 février 2019, le musée du Louvre, en collaboration avec le musée de l'Ermitage, présente une grande exposition de la presque totalité de la collection Campana (tous départements confondus) intitulée « Un rêve d'Italie, la collection du marquis Campana »[7].